# Чёрный, Сергей Давыдович
Серге́й Давы́дович Чёрный (5 июля 1937, Ноуа Сулица, Королевство Румыния — 10 июня 2012, Москва, Россия) — советский и российский геолог-разведчик. Основную часть своей профессиональной жизни посвятил поиску месторождений алмазов в Якутии и Анголе. Заслуженный работник акционерной компании «Алмазы России-Саха» (сейчас АК «АЛРОСА» (ПАО)). Первооткрыватель двух месторождений алмазов: «Ботуобинское» и «Нюрбинское». Принимал участие в разведке кимберлитовых трубок «Мир» (глубокие горизонты) и «Дачная», крупных погребённых россыпей алмазов «Восточная» и «Солур». Участвовал в разработке единой методики по поискам и разведке коренных месторождений алмазов. Организовывал внедрение сейсмических методов поисков кимберлитовых трубок. Автор и соавтор более 15 научных работ.

## Биография
Родился на территории довоенной Румынии в семье сельских учителей. Отец — Чёрный Давыд Дорофтеевич (1905—1960), сельский учитель, а позднее директор школы с. Подвирное, Новоселицкого района. Награждён орденом Знак Почёта. Мать — Чёрная Феодосия Ивановна (1904—1987), учитель начальных классов с. Подвирное. За многолетний добросовестный труд была удостоена звания Почётный учитель Украинской ССР. В семье было три брата — старший Евгений, средний Сергей, младший Валерий.
В 1960 году закончил Львовский университет им. Ивана Франко по специальности «Разведка месторождений полезных ископаемых».
После окончания университета был направлен на работу в Ивановскую комплексную геологоразведочную экспедицию Красноярского геологического управления, г. Канск.
Проработав там с 1960 по 1966 год, прошёл путь профессионального становления от коллектора до старшего геолога-начальника отряда. Занимался поисками месторождений меди, горного хрусталя и производных для стройматериалов в районах строительства железнодорожной трассы «Абакан-Тайшет» и нефтепровода «Туймазы-Иркутск».
В 1966 году откомандирован в Ботуобинскую геологоразведочную экспедицию Якутского Геологоуправления, г. Якутск. Принимая активное участие в геологических изысканиях, проработал в её составе на различных должностях до конца 1979 года. За эти годы Ботуобинской геологоразведочной экспедицией были открыты: погребённое месторождение алмазов — трубка «Имени ХХIII съезда КПСС», кимберлитовое тело — жила «Ан-21», рассыпное месторождение алмазов «Новинка», уникальное коренное месторождение — трубка «Интернациональная», кимберлитовая трубка «Дачная».
Будучи главным геологом партии в составе Ботуобинской экспедиции, непосредственно С. Д. Чёрный провёл оценочные работы по алмазоносной кимберлитовой трубке «Дачная», которая в 2000 году была признана промышленным месторождением.
С ноября 1979 года Сергей Давыдович был назначен главным геологом вновь образованной Иреляхской геофизической экспедиции (ИГФЭ). В этот период под его руководством ведётся отработка и внедрение комплекса геолого-геофизических и сейсморазведочных методик для выявления месторождений, которые залегают в особо сложных условиях и были пропущены ранее проведёнными поисками. Они позволили обнаружить многочисленные кимберлитовые трубки, такие как: Макатойская, Далдынская, Фестивальная-Восточная, Кусовская, Иреляхская и др.
Содержание алмазов в Иреляхской трубке, в частности, было выше, чем в ранее открытом месторождении «Зарница».
Именно, благодаря применению усовершенствованных сейсморазведочных методик поисков, параллельно с алмазными исследованиями в 1984—1985 годах ИГФЭ были открыты два месторождения углеводородов: Северо-Нельбинское и Маччобинское.
В 1987 году, после вхождения Иреляхской экспедиции в состав Ботуобинской, Чёрный С. Д. был назначен сначала главным геологом, а с 1998 по 2002 год — начальником укрупнённой Ботуобинской геологоразведочной экспедиции.
Под руководством главного геолога Чёрного Ботуобинской экспедицией были открыты два новых алмазных месторождения богатых, как по содержанию, так и по качеству: в 1994 году месторождение «Ботуобинское», в 1996 году месторождение «Нюрбинское»; достигнуты другие значимые результаты. Открыты: мезозойская погребенная россыпь алмазов «Солур», «Мархинское» кимберлитовое тело — третье алмазоносное кимберлитовое тело в Накынском поле, россыпь алмазов «Дъяхтараская», новое кимберлитовое тело — жила «Южная».
В 1992 году Ботуобинская экспедиция вошла в состав производственно-научного объединения «Якуталмаз», которое в 1993 году Указом президента РФ было вместе с рядом других государственных предприятий реорганизовано в акционерную компанию «Алмазы России Саха» (ныне АК «АЛРОСА» (ПАО)). В процессе своей деятельности АК «АЛРОСА» (ПАО) были приобретены пакеты акций в ряде зарубежных компаний, включая Ангольские компании «КАТОКА» и «КАКОЛУ».
В начале 2000-х годов С. Д. Чёрный был направлен для работы в Анголу:
— с 2002 по 2004 год начальником геологического Департамента компании «Катока». За этот период была произведена доразведка и увеличение запасов месторождения компании;
— в 2007—2009 годах работал главным геологом компании «КАКОЛУ», занимавшейся поисками новых месторождений алмазов. В процессе проведения поисковых работ при участии Сергея Давыдовича было опробовано и открыто около 60 кимберлитовых проявлений.

## Семья
Брат — Чёрный, Евгений Давыдович (1935—2025), доктор геолого-минералогических наук.
Жена (с 1961) — Чёрная (Москвитина) Тамара Александровна (1937—2024), кандидат геолого-минералогических наук.
- Дочь — Ирина (1961—2018), инженер физик-исследователь.[источник?]

## Публикации
Книги:
- Чёрный С.Д. Мой путь к алмазам // Алмазная книга России. Книга 2: Алмазными тропами / сост. В. В. Рудаков, В. В. Пискунов. — М.: Горная книга, 2015. — С. 357—373. — 664 с. — ISBN 978-5-98672-405-8.

Основные статьи:
- Похиленко Н. П., Соболев Н. В., Чёрный С. Д., Митюхин С. И., Яныгин Ю. Т. Пиропы и хромиты из кимберлитов Накынского поля (Якутия) и района Снэп-лэйк (провинция Слейв, Канада): свидетельства аномального строения литосферы // Доклады Академии наук. — 2000. — Т. 372, № 3. — С. 356—360. — ISSN 0869-5652.
- Игнатов П. А., Штейн Я. И., Чёрный С. Д., Яныгин Ю. Т. Новые приёмы оценки локальных площадей на коренные алмазные месторождения // Руды и металлы. — 2001. — № 5. — С. 32—43. — ISSN 0869-5997.
- Суворов В. Д., Юрин Ю. А., Тимиршин К. В., Крылов С. В., Парасотка Б. С., Чёрный С. Д., Селезнев В. С., Соловьев В. М., Матвеев В. Д. Структура и эволюция земной коры и верхней мантии в Якутской кимберлитовой провинции по сейсмическим данным // Геология и геофизика. — 1997. — Т. 38, № 2. — С. 486—493. — ISSN 0016-7886.
- Горев Н. И., Манаков А. В., Эринчек Ю. М., Бардина Е. И., Васильев А. Т., Гарат М. Н., Чёрный С. Д. Отражение Мирнинского кимберлитового поля в структуре осадочного чехла // Доклады Академии наук СССР. — 1988. — Т. 303, № 3. — С. 685—689.
- Суворов В. Д., Парасотка Б. С., Чёрный С. Д. Глубинные сейсмические исследования в Якутии // Физика Земли. — 1999. — № 7—8. — С. 94—113. — ISSN 0002-3337.
- Суворов В. Д., Крейнин А. Б., Подваркова И. В., Селезнев В. С., Соловьев В. М., Уаров В. Ф., Чёрный С. Д. Глубинные сейсмические исследования по профилю Тас-Юрях – Алмазный – Малыкая (Западная Якутия) // Геология и геофизика. — 1986. — Т. 27, № 11. — С. 72—78.
- Суворов В. Д., Крейнин А. Б., Уаров В. Ф., Соловьев В. М., Чёрный С. Д. Глубинные сейсмические исследования в центральной части Западной Якутии // Геология и геофизика. — 1988. — Т. 29, № 2. — С. 91—95.
- Игнатов П. А., Штейн Я. И., Зинчук Н. Н., Чёрный С. Д., Бондаренко А. Т., Пыстин А. Б., Старостин В. И. Физические и структурно-петрофизические характеристики осадочных пород, вмещающих Ботуобинскую кимберлитовую трубку, Центральная Якутия // Руды и металлы. — 1999. — № 5. — С. 41—49. — ISSN 0869-5997.

## Общественная деятельность
С 1990 по 1993 год — народный депутат Якутской АССР.

## Награды и премии
- Медаль «За доблестный труд» (1970).
- Нагрудный знак «Ударник 9 пятилетки» (1976).
- Нагрудный знак «Отличник разведки недр» (1987).
- Нагрудный знак «Отличник разведки недр» (1992).
- За заслуги перед государством, успехи, достигнутые в труде, большой вклад в укрепление дружбы и сотрудничества между народами награждён Орденом Дружбы (1995)[1].
- Присвоено звание «Заслуженный работник АК „АЛРОСА“» (1996).
- За заслуги перед государством, многолетний добросовестный труд и большой вклад в укрепление дружбы и сотрудничества между народами награждён Орденом Почёта (1999)[2].
- За открытие и разведку месторождения алмазов «Трубка Нюрбинская»  в Республике Саха (Якутия) награждён нагрудным знаком «Первооткрыватель месторождения» (2015)[3]
- За открытие и разведку месторождения алмазов «Трубка Ботуобинская»  в Республике Саха (Якутия) награждён нагрудным знаком «Первооткрыватель месторождения» (2015)[4].